# کارل لیبکنشت

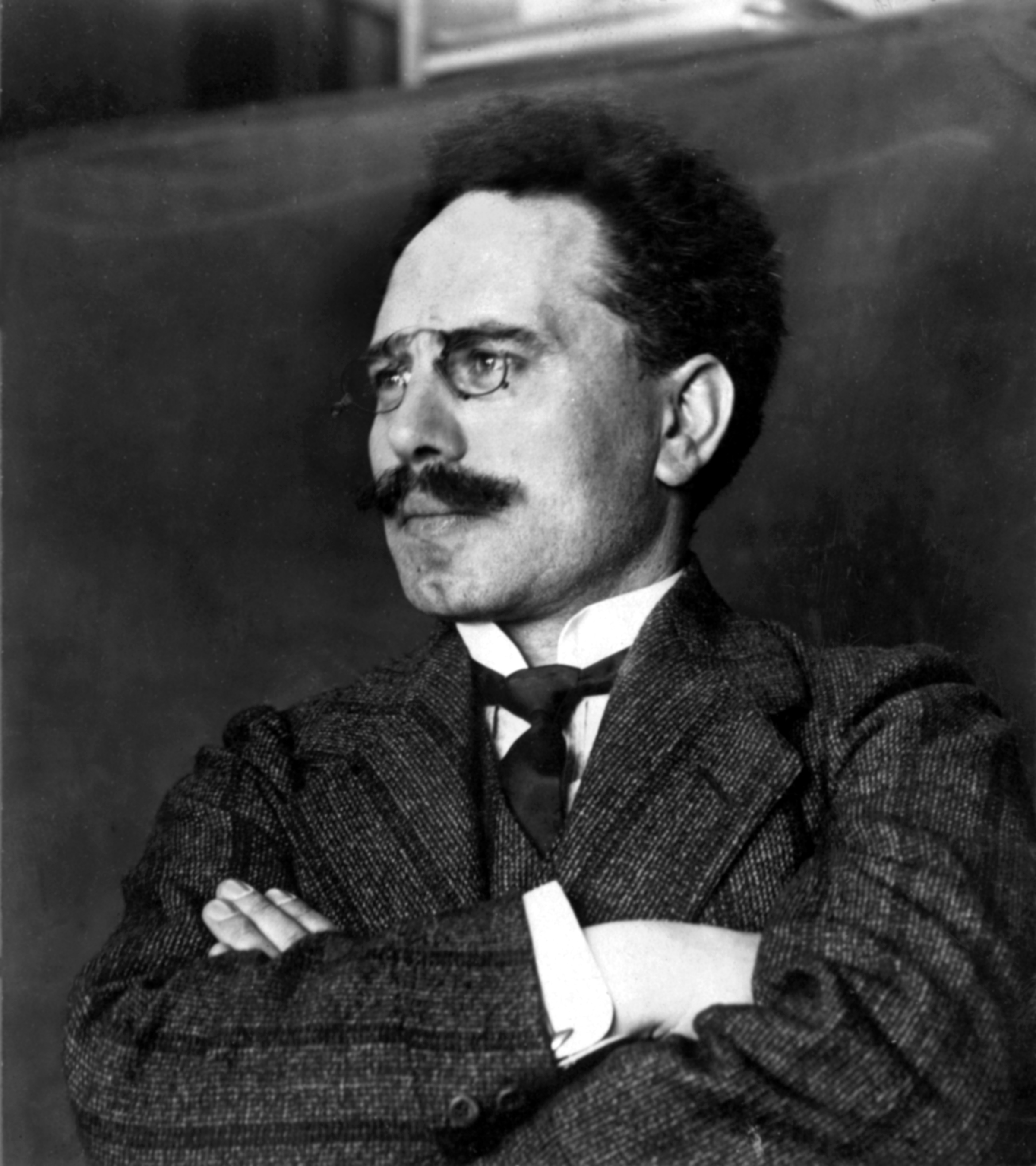
کارل پاول آگوست فردریش لیبکِنِشت

کارل پاول آگوست فردریش لیبکِنِشت (۱۸۷۱–۱۹۱۹) رهبر و نظریه‌پرداز سوسیالیست و کمونیست آلمانی بود؛ که به همراه رزا لوکزامبورگ فراکسیون اسپارتاکیست‌ها را در حزب سوسیال دموکرات آلمان تشکیل داد و بعدها به همراه وی حزب کمونیست آلمان را تأسیس کرد.
کارل لیبکنشت در سال ۱۹۱۹ به همراه رزا لوکزامبورگ توسط شبه‌نظامیان راست‌گرا بدون محاکمه به قتل رسید.
از او به خاطر مخالفت با جنگ جهانی اول در رایشستاگ و همچنین مشارکت در قیام ۱۹۱۹ اسپارتاکیست‌ها یاد می‌شود. یادبود لیبکنشت و لوکزامبورگ تا امروز در میان چپگرایان آلمان جلوه برجسته‌ای دارد. او پسر ویلهلم لیبکنشت، از بنیان‌گذاران حزب سوسیال دموکرات آلمان بود.

## زندگی
کارل لیبکنشت در ۱۳ اوت ۱۸۷۱ در لایپزیگ، آلمان به دنیا آمد. پدر او ویلهلم، وکیل دعاوی و از شرکت‌کنندگان در شورش جمهوری‌خواهان بادن در سال ۱۸۴۹ به‌شمار می‌رفت که پس از شکست شورش به سوئیس گریخته و پس از اخراج از آن کشور در لندن با کارل مارکس و فردریش انگلس آشنا شده بود. ویلهلم لیبکنشت در سال ۱۸۶۹ با آوگوست ببل حزب کارگران سوسیال دمکرات آلمان که بعدها به حزب سوسیال دمکرات آلمان تبدیل شد را تأسیس کرد.
کارل لیبکنشت در دوره تحصیل در رشته‌های حقوق و اقتصاد سیاسی در دانشگاه‌های لایپزیک و هامبولت برلین به مارکسیسم گرایش پیدا کرد. در سال ۱۸۹۷ از دانشگاه ورزبورگ دکترای خود را دریافت کرد و دو سال بعد به همراه برادر خود در برلین دفتر وکالت تأسیس نمود.

### فعالیت‌های سیاسی
به عنوان یک حقوقدان، کارل لیبکنشت دفاع از سوسیالیست‌های که به اتهاماتی همچون قاچاق تبلیغات سیاسی به روسیه محاکمه می‌شدند را به عهده گرفت. در سال ۱۹۰۰ به حزب سوسیال دموکراتیک آلمان پیوست و از ۱۹۰۷ تا ۱۹۱۰ رهبر انترناسیونال جوانان سوسیالیست بود. در این سال‌ها مطالب فراوانی علیه نظامی‌گری نوشت و یکی از این نوشته‌ها باعث دستگیری و زندانی شدن او به مدت ۱۸ ماه گردید.
کارل لیبکنشت در سال ۱۹۰۸ نماینده سوسیال دمکرات مجلس پروس و از سال ۱۹۱۲ نماینده مجلس آلمان شد و به همراه رزا لوکزامبورگ رهبری جناح چپ و ضد جنگ حزب سوسیال دموکرات آلمان را برعهده گرفت.
در اوت ۱۹۱۴ پس از شروع جنگ جهانی اول به هنگام رأی‌گیری مجلس آلمان دربارهٔ مجوز وام‌های جنگی، با آنکه عمیقاً مخالف جنگ بود، به ملاحظه انضباط حزبی رأی ممتنع داد. در دسامبر همان سال او تنها نماینده مجلس آلمان بود که به وام‌های بیشتر رأی مخالف داد. لیبکنشت به یکی از بزرگ‌ترین و سرشناسترین مخالفان کارل کائوتسکی رهبر حزب سوسیال دموکرات آلمان که از زمره موافقین جنگ بود تبدیل شد.
در سال ۱۹۱۵ به همراه روزا لوکزامبورگ و عده‌ای دیگر اتحادیه اسپارتاکوس را تشکیل داد. نشریه این گروه جدید به سرعت غیرقانونی اعلام شد و لیبکنشت با نقض مصونیت پارلمانی دستگیر و به عنوان مجازات به جبهه شرقی اعزام شد. در جبهه، لیبکنشت حاضر نشد که اسلحه به دست بگیرد و مسئولیت تدفین سربازان کشته شده را به عهده گرفت. در نهایت در اکتبر ۱۹۱۵ به علت بیماری اجازه بازگشت او به برلین صادر شد.
اوایل سال ۱۹۱۶ از گروه نمایندگان حزب سوسیال دمکرات در مجلس آلمان اخراج شد و به خاطر برگزاری تظاهرات ضدجنگ به ۴ سال زندان محکوم گردید و تا اکتبر ۱۹۱۸ که عفو دریافت کرد در زندان بود.

### انقلاب و درگذشت
کارل لیبکنشت در اکتبر ۱۹۱۸ به دنبال صدور فرمان عفو تمامی زندانیان سیاسی از زندان آزاد و با استقبال کارگران وارد برلین شد. او بلافاصله به همراه رزا لوکزامبورگ رهبری اتحادیه اسپارتاکوس را از سر گرفت و نشریه پرچم سرخ ارگان حزب را منتشر کرد.
با شروع انقلاب نوامبر آلمان در تاریخ ۹ نوامبر ۱۹۱۸ دو ساعت بعد از اعلام تأسیس جمهوری آلمان توسط فیلیپ شایدمن لیبکنشت از بالای بالکن قصر برلین جمهوری سوسیالیست آزاد آلمان را به عنوان یک جمهوری شورایی اعلام کرد.
طی ماه‌های دسامبر ۱۹۱۸ و ژانویه ۱۹۱۹ در تأسیس حزب کمونیست آلمان همکاری کرد و همراه با رزا لوکزامبورگ و دیگران در راس حزب قرار گرفت.
در ژانویه ۱۹۱۹ با شروع قیام اسپارتاکیست در برلین به هدف سرنگون کردن دولت موقت فردریش ابرتس، علی‌رغم مخالفت اولیه به انقلابیون پیوست. اما قیام اسپارتاکیست تا ۱۳ ژانویه ۱۹۱۹ توسط ارتش آلمان و شبه‌نظامیان راست‌گرای سپاه آزاد با به راه انداختن حمام خون سرکوب شد. در ۱۵ ژانویه لیبکنشت و لوکزامبورگ توسط شبه‌نظامیان دستگیر و پس از چندین ساعت شکنجه سخت به قتل رسیدند.

## اندیشه و آرا
وی به عنوان یک رادیکال ضد نظامی‌گرایی معتقد بود که سرمایه‌داری و نظامی‌گری ارتباط مستقیم با یکدیگر دارند. از اعتصاب عمومی برای مبارزه سیاسی طرفداری می‌کرد.